# Nina Stibbe

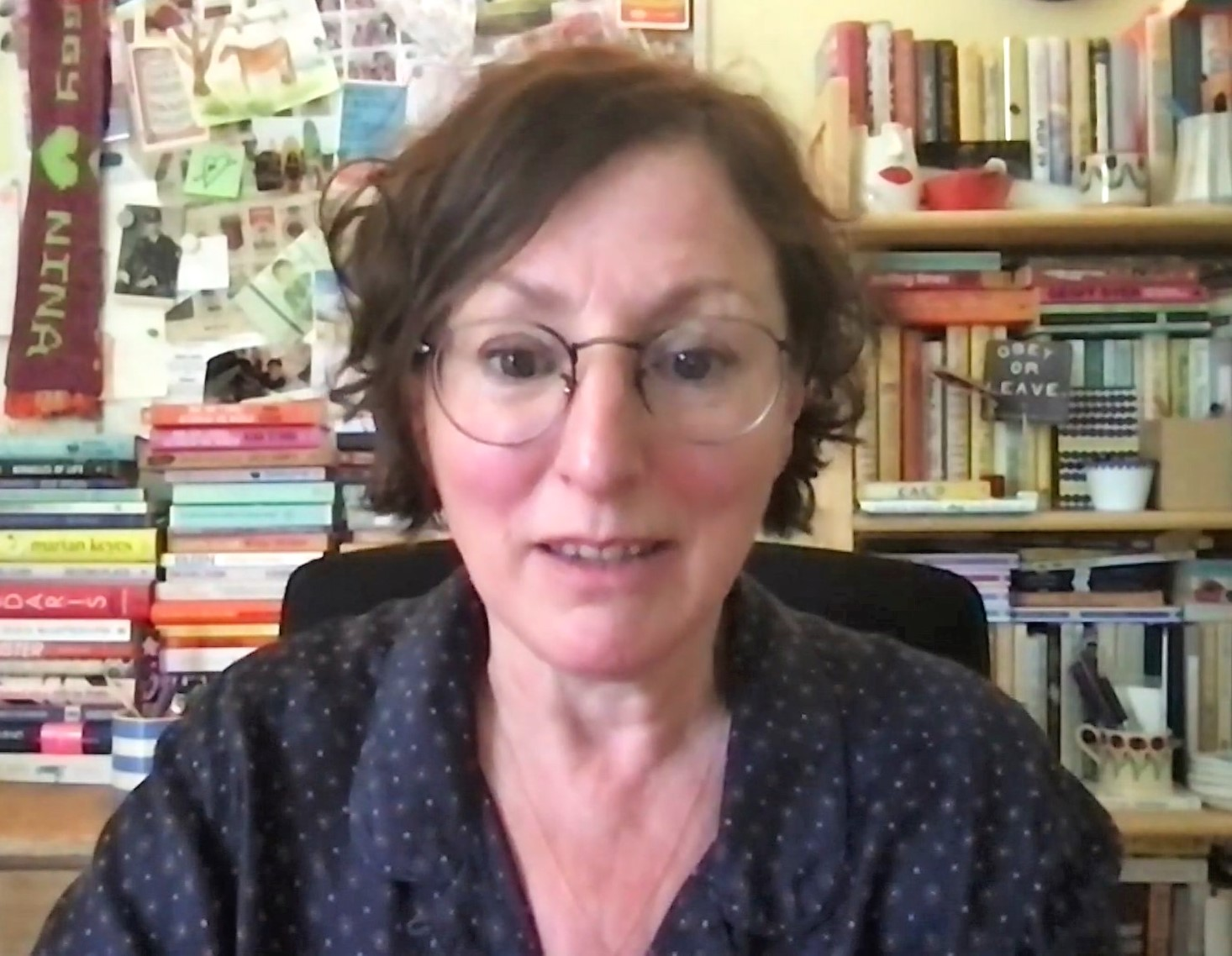
Nina Stibbe

Nina Stibbe (geboren 1962 in Willoughby Waterleys, Harborough) ist eine britische Autorin.

## Leben
Stibbes Vater ist ein Industrieller aus Leicester, ihre Mutter stammt dort aus einer Anwaltsfamilie, die Ehe mit vier Kindern wurde geschieden und die Mutter zog Anfang 1970er Jahre zunächst aufs Land. Stibbe besuchte die Schule in Kibworth und die Oberschule „Robert Smyth Academy“ in Market Harborough. Stibbe jobbte 1981 als Au Pair in Frankreich und von 1982 bis 1987 in London als Nanny der Söhne von Stephen Frears, die bei ihrer von ihm geschiedenen Mutter Mary-Kay Wilmers lebten, Herausgeberin des London Review of Books. Am Küchentisch im Haus im Gloucester Crescent in Camden Town fanden sich mitunter die Nachbarn Alan Bennett, Jonathan Miller oder Karel Reisz ein. In der Nachbarschaft wohnten auch Claire Tomalin, Michael Frayn und Deborah Moggach. Stibbe studierte während ihrer Zeit bei Wilmers am Thames Polytechnic. Später arbeitete sie im Verlagswesen unter anderem bei Routledge.
Ihre erste Veröffentlichung 2013 basiert auf Briefen, die sie während ihrer Zeit bei Wilmers an ihre Schwester in Leicester geschrieben hatte. Einige der Briefe waren bereits 2008 von Andrew O’Hagan in Bad Character, einem Buch zum 70. Geburtstag Wilmers', veröffentlicht worden, ohne zunächst eine besondere Resonanz zu finden. Das Buch wurde 2013 von der Kritik und vom Lesepublikum sehr gut aufgenommen. Nick Hornby machte daraus 2016 fünf Episoden für eine Fernsehserie bei BBC One.
In ihrem ersten Roman, den sie in den achtziger Jahren zu schreiben begonnen hatte und der 2014 erschien, suchen zwei junge Mädchen einen neuen Mann für die geschiedene Mutter und einen Familienvorstand.
Stibbe lebt mit Mark Nunney, den sie im Haushalt von Wilmers kennenlernte, und zwei Kindern in Truro.

## Auszeichnungen (Auswahl)
- 2019: Bollinger Everyman Wodehouse Prize für Reasons to be Cheerful

## Werke (Auswahl)
- Love, Nina : despatches from family life. London : Viking, 2013
- Man at the Helm. London : Viking, 2014
  - Ein Mann fürs Haus : zwei Schwestern auf der Suche nach einem Mann für ihre Mutter : Roman. Übersetzung Marcus Ingendaay. München : Manhattan, 2016
- Paradise Lodge : a novel. New York : Little, Brown and Company, 2016.